# Лесоразведение
Лесоразведение — создание и выращивание искусственных лесных насаждений (лесных культур) на территориях, раннее не находившихся под лесом.
Обычно деревья высаживают в таких местностях, где они ранее не росли, например, в степях, песчаных массивах или на болотах. Выбор способов лесоразведения определяется экономической целесообразностью и проводится с учётом почвенных и климатических условий. При лесоразведении применяют различные способы посева: разбросной, рядовой и др. При лесоразведении посадкой используют посадочный материал как семенного (выращенного из семян), так и вегетативного (черенки, отводки и т. п.) происхождения.
Причины высаживания:
- для борьбы с эрозией и скрепления почвы (пример, Алешковские пески на Украине);
- для защиты пахотных земель от ветров;
- для добычи древесины, особенно мягких пород, пригодных при производстве бумаги.

Многие правительственные и не правительственные организации занимаются лесоразведением для создания лесов, роста поглощения и сокращения (секвестрация) углерода, помощи экологическим факторам для улучшения биоразнообразия.